# Jack Barmby
Jack Barmby (Harlow, Essex, Inglaterra; 14 de noviembre de 1994) es un exfutbolista inglés. Jugaba de centrocampista y pasó su carrera en clubes de Inglaterra y los Estados Unidos.

## Trayectoria

### Manchester United
Barmby llegó a las inferiores del Manchester United en agosto de 2008 a los 14 años proveniente del Hull City. Debutó con el equipo reserva del club en febrero de 2011. Sin embargo, Barmby no alcanzó a debutar con el primer equipo del United, y solo participó en torneos amistosos como la Dallas Cup 2013, y el 23 de mayo de 2014 dejó el club y se anunció su fichaje por el Leicester City.

#### Préstamo al Hartlepool United
El 23 de enero de 2014 fue enviado a préstamo por un mes al Hartlepool United de la League Two. Debutó dos días después contra el York City y anotó el segundo gol en la victoria por 2:0. Posteriormente el préstamo del centrocampista fue extendido el 27 de marzo. Regresó al United el 26 de abril; Barmby jugó un total de 17 encuentros para el club y anotó cinco goles.

### Leicester City
El 23 de mayo de 2014 fichó por el Leicester City, recién ascendido a la Premier League, por dos años. En esta etapa en su nuevo club, el inglés fue enviado a préstamo al Rotherham United y el Notts County en 2015. En 2016 fue enviado a préstamo al Portland Timbers, club por el que fichó en 2017. Barmby no jugó ningún encuentro oficial con el Leicester.

### Portland Timbers
El 9 de marzo de 2016 fue enviado a préstamo al Portland Timbers de la MLS para toda la temporada. Fichó permanentemente por el club cuando su contrato con el Leicester terminó.

### San Antonio FC
Tras dejar Portland el 10 de diciembre de 2018, Barmby fichó por el San Antonio FC de la USL el 24 de diciembre.

### Phoenix Rising FC
El 10 de diciembre de 2019 fichó por el Phoenix Rising FC de la USL.

### Retiro
Anunció su retiro en agosto de 2021.

## Selección nacional
Barmby fue internacional a nivel juvenil por la selección de Inglaterra entre 2009 y 2015.

## Estadísticas
Actualizado al último partido disputado el 20 de octubre de 2019.
| Manchester United Inglaterra |               |               |     |    |   |   |   |   |   |    |     |    |
| 1.ª | 2013-14       | 0             | 0   | 0  | 0 | 0 | 0 | - | - | 0  | 0   |    |
| Total club | Total club    | 0             | 0   | 0  | 0 | 0 | 0 | 0 | 0 | 0  | 0   |    |
| Hartlepool United Inglaterra |               |               |     |    |   |   |   |   |   |    |     |    |
| 4.ª | 2013-14       | 17            | 5   | 0  | 0 | - | - | - | - | 17 | 5   |    |
| Total club | Total club    | 17            | 5   | 0  | 0 | 0 | 0 | 0 | 0 | 17 | 5   |    |
| Leicester City Inglaterra |               |               |     |    |   |   |   |   |   |    |     |    |
| 1.ª | 2014-15       | 0             | 0   | 0  | 0 | - | - | - | - | 0  | 0   |    |
| 1.ª | 2015-16       | 0             | 0   | 0  | 0 | - | - | - | - | 0  | 0   |    |
| Total club | Total club    | 0             | 0   | 0  | 0 | 0 | 0 | 0 | 0 | 0  | 0   |    |
| Rotherham United Inglaterra |               |               |     |    |   |   |   |   |   |    |     |    |
| 2.ª | 2014-15       | 2             | 0   | 0  | 0 | - | - | - | - | 2  | 0   |    |
| Total club | Total club    | 2             | 0   | 0  | 0 | 0 | 0 | 0 | 0 | 2  | 0   |    |
| Notts County Inglaterra |               |               |     |    |   |   |   |   |   |    |     |    |
| 4.ª | 2015-16       | 5             | 0   | 0  | 0 | - | - | 1 | 0 | 6  | 0   |    |
| Total club | Total club    | 5             | 0   | 0  | 0 | 0 | 0 | 1 | 0 | 6  | 0   |    |
| Portland Timbers Estados Unidos |               |               |     |    |   |   |   |   |   |    |     |    |
| 1.ª | 2016          | 19            | 1   | 2  | 0 | 3 | 0 | - | - | 24 | 1   |    |
| 1.ª | 2017          | 11            | 1   | -  | - | - | - | - | - | 11 | 1   |    |
| 1.ª | 2018          | 0             | 0   | 1  | 0 | - | - | - | - | 1  | 0   |    |
| Total club | Total club    | 30            | 2   | 3  | 0 | 3 | 0 | 0 | 0 | 36 | 2   |    |
| Portland Timbers 2 Estados Unidos |               |               |     |    |   |   |   |   |   |    |     |    |
| 2.ª | 2016          | 1             | 0   | -  | - | - | - | - | - | 1  | 0   |    |
| 2.ª | 2017          | 7             | 1   | -  | - | - | - | - | - | 7  | 1   |    |
| 2.ª | 2018          | 25            | 6   | -  | - | - | - | - | - | 25 | 6   |    |
| Total club | Total club    | 33            | 7   | 0  | 0 | 0 | 0 | 0 | 0 | 33 | 7   |    |
| San Antonio FC Estados Unidos |               |               |     |    |   |   |   |   |   |    |     |    |
| 2.ª | 2019          | 32            | 8   | 2  | 1 | - | - | - | - | 34 | 9   |    |
| Total club | Total club    | 32            | 8   | 2  | 1 | 0 | 0 | 0 | 0 | 34 | 9   |    |
| Phoenix Rising Estados Unidos |               |               |     |    |   |   |   |   |   |    |     |    |
| 2.ª | 2020          | 0             | 0   | 0  | 0 | - | - | - | - | 0  | 0   |    |
| Total club | Total club    | 0             | 0   | 0  | 0 | 0 | 0 | 0 | 0 | 0  | 0   |    |
| Total carrera | Total carrera | Total carrera | 119 | 22 | 5 | 1 | 3 | 0 | 1 | 0  | 128 | 23 |
| (1) Incluye datos de la US Open Cup (2) Incluye datos de la Liga de Campeones de la Concacaf (3) Incluye datos del Football League Trophy |               |               |     |    |   |   |   |   |   |    |     |    |

## Vida personal
Barmby es hijo del exfutbolista Nick Barmby.